# 科索费
科索费是尼日利亚拉各斯的一个地方政府辖区。政府所在地在奥乔塔的奥古杜路上。一条A1公路——伊科罗杜路穿过该区。面积为81平方米。境内有大小学校20多所，包括CMS语法学校、CTC国际学校、天使模范学院、联邦政府学院、政府学院、拉各斯州模范学院等。